# Heilig Bloedprocessie (Hoogstraten)

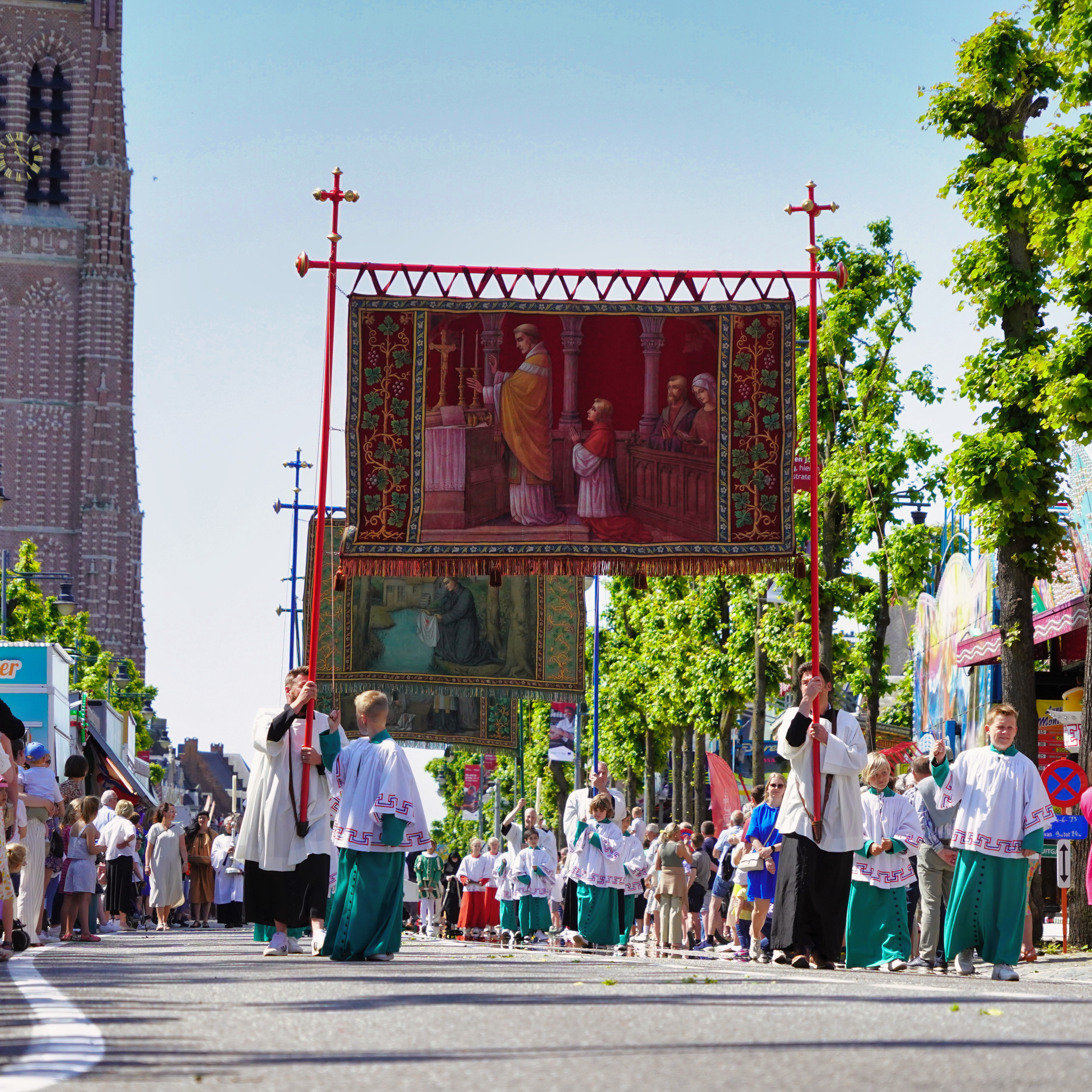
Heilig-Bloedprocessie van Hoogstraten

De Heilig Bloedprocessie is een processie die jaarlijks plaatsvindt te Hoogstraten, in België, op de eerste en tweede zondag na Pinksteren. Het behoort tot het Immaterieel cultureel erfgoed van Vlaanderen.

## Processie
De processie in Hoogstraten, die plaatsvindt na de hoogmis in de Sint-Katharinakerk, is een traditioneel evenement bestaande uit vier delen. Deze delen werden voor het eerst samengebracht in de jubileumeditie van 1952, ter ere van het 300-jarig bestaan. De processie heeft een diepe symbolische betekenis en vertegenwoordigt verschillende aspecten van het geloof.
Een bijzonder element van deze processie is het Heilig Bloed. Dit wonder gaat over een priester die per ongeluk de kelk met geconsacreerde wijn, dat reeds het bloed van Christus is geworden, omstootte. De wijnvlekken konden niet worden uitgewassen, wat de ernst van de fout van de priester benadrukte. Hij voelde diepe wroeging omdat hij het bloed van Christus verspild had. Pas op zijn sterfbed biechtte hij dit op aan zijn biechtvader. In vroegere eeuwen werd dit wonder door het volk vereerd met een processie en volksdevotie, maar tegenwoordig ligt de nadruk op het vieren van de eucharistie. Dit is het hoofddeel van een katholieke misviering en maakt een mis in de essentie tot wat het is, anders dan een gewone geloofsbijeenkomst. De eucharistie kan alleen door een priester worden uitgevoerd en de processie benadrukt daarom ook het sacrament van het priesterschap. In de kerk is daarom ook een glasraam van Jan Willemen geplaatst over het Lam Gods, om de eucharistie te vieren. Dit glasraam verwijst naar het wonder van het Heilig Bloed en wanneer de priester de kelk hoog houdt en de tekst "Zie het Lam Gods, dat wegneemt de zonden ter wereld" opzegt, kijkt hij recht in het glasraam boven het portaal. In de processie wordt daarom ook een 'Lam Gods' rondgedragen omdat dit beeld de kerngedachte vertegenwoordigt van de processie.
- Het eerste deel van de processie bestaat uit openingsgroepen die de geschiedenis van het Heilig Bloed uitbeelden en er eer aan bewijzen. Dit is een belangrijk onderdeel van de processie, waarbij de nadruk ligt op de verering van het Heilig Bloed.

- Het tweede deel van de processie verbeeldt de Heilige Mis. Dit gedeelte weerspiegelt de centrale rol van de mis in het geloofsleven en illustreert de religieuze ceremonie met symbolische elementen en liturgische voorwerpen.

- Het derde deel van de processie is gewijd aan Maria, waarbij eer en respect aan haar worden betoond. Dit deel benadrukt de belangrijke rol van Maria in het katholieke geloof en haar verhevenheid binnen de religie.

- Het vierde en laatste deel van de processie toont het sacrament van de eucharistie. Hierbij wordt de nadruk gelegd op de geloofsbelijdenis van de katholieken en de centrale rol van de eucharistie als het lichaam en bloed van Christus.

Op deze manier wordt het verhaal van het Heilig Bloedwonder duidelijk in de context van de processie en wordt de nadruk op de eucharistie en het priesterschap extra belicht.

## Oorsprong
De processie verwijst naar een gebeurtenis in 1380 in het Noord-Brabantse Boxtel, toen priester Eligius van den Aker volgens de overlevering een kelk met geconsacreerde wijn omstootte op het altaar van de Heilige Driekoningen tijdens het opdragen van de Heilige Mis. De witte wijn vloeide over de corporale en - zo werd later verondersteld - de altaardwaal en verscheen rood kleurend als het bloed van Christus. Dit noemt men het Heilig Bloedwonder.
De priester maakte deze gebeurtenis op zijn sterfbed bekend aan zijn biechtvader, waarna deze de Heilig Bloed-doeken liet overbrengen naar de Sint-Petruskerk. Vervolgens werd er een Boxtelse afvaardiging naar de pauselijk legaat te Frankfurt gestuurd, die toestemming verleende om deze in een processie rond te dragen. Na de reformatie in de 17e eeuw was er zoveel oproer in Nederland dat de doeken in eerste instantie werden overgebracht naar Antwerpen om kort daarna op 19 mei 1652 in Hoogstraten te belanden. In 1924 werd een van de twee doeken teruggegeven aan Boxtel. Sindsdien gaan er twee gelijkaardige processies uit en zijn Boxtel en Hoogstraten cultureel verbonden met elkaar.

## Na 1945
De processie werd zowel in Hoogstraten als in Boxtel vernieuwd na de Tweede Wereldoorlog. In Hoogstraten werd ze in 1947 gecreëerd door priester-kunstenaar Remi Lens en deken Jozef Lauwerys. In Boxtel was dat in 1949 door beeldend kunstenaar Luc. van Hoek.
Hernieuwd bronnenonderzoek bracht in 2021 aan het licht dat de doek die Boxtel terugkreeg niet bij het wonder betrokken was, maar slechts als 'verpakkingsmateriaal' diende voor de echte 'wonderdoek' die zich in Hoogstraten bevindt. Het gerenommeerde Meertensinstituut dat zich bezighoudt met de bestudering en documentatie van Nederlandse taal en cultuur, bevestigde deze bevinding. In Boxtel zijn stemmen opgegaan om aan te dringen op teruggaaf van de 'bloeddoek'.
De Heilig Bloedprocessie in Hoogstraten is sinds 2008 erkend als Vlaams immaterieel erfgoed. Het Heilig Bloedcomité, onder leiding van Rob Brosens, zet zich in om deze traditie levend te houden. De processie, die elk jaar plaatsvindt, gaat gepaard met diverse evenementen zoals een beiaardcantus, jaarmarkt, stratenloop en het 'Light a Candle' evenement in de begijnhofkerk.
In 2024, ter gelegenheid van de honderdste verjaardag van de terugkeer van een van de doeken naar Boxtel, nam een kleine delegatie uit Hoogstraten deel aan de processie in Boxtel om de verbondenheid tussen beide gemeenten te benadrukken. Hierbij waren prominente figuren zoals Abraham en Melchisedek, de vier evangelisten, enkele schrijndragers met relikwieën, en leden van kamerkoor Vialta vertegenwoordigd, evenals bisschop Johan Bonny.
De organisaties van de jaarlijkse processies benadrukken niet alleen de religieuze betekenis, maar ook de culturele en maatschappelijke waarde van dit traditionele evenement.

## Heilig Bloedweek
De Heilig Bloedweek verwijst naar de periode tussen de eerste en tweede zondag na Pinksteren, wanneer de processies plaatsvinden. Gedurende deze week zijn er verschillende festiviteiten en ceremonies die deel uitmaken van de religieuze traditie en het culturele erfgoed van Hoogstraten.

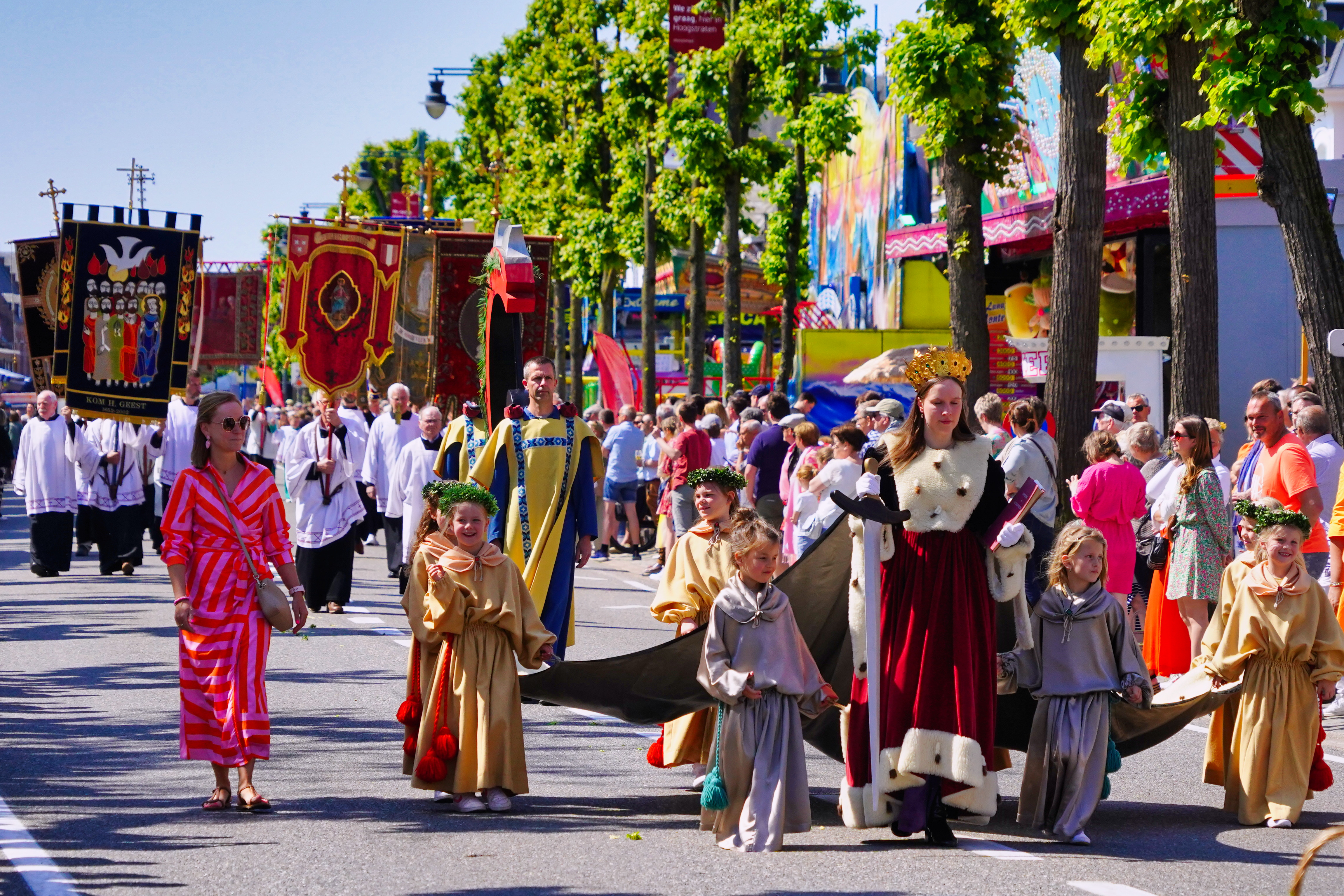
Heilig-Bloedprocessie van Hoogstraten
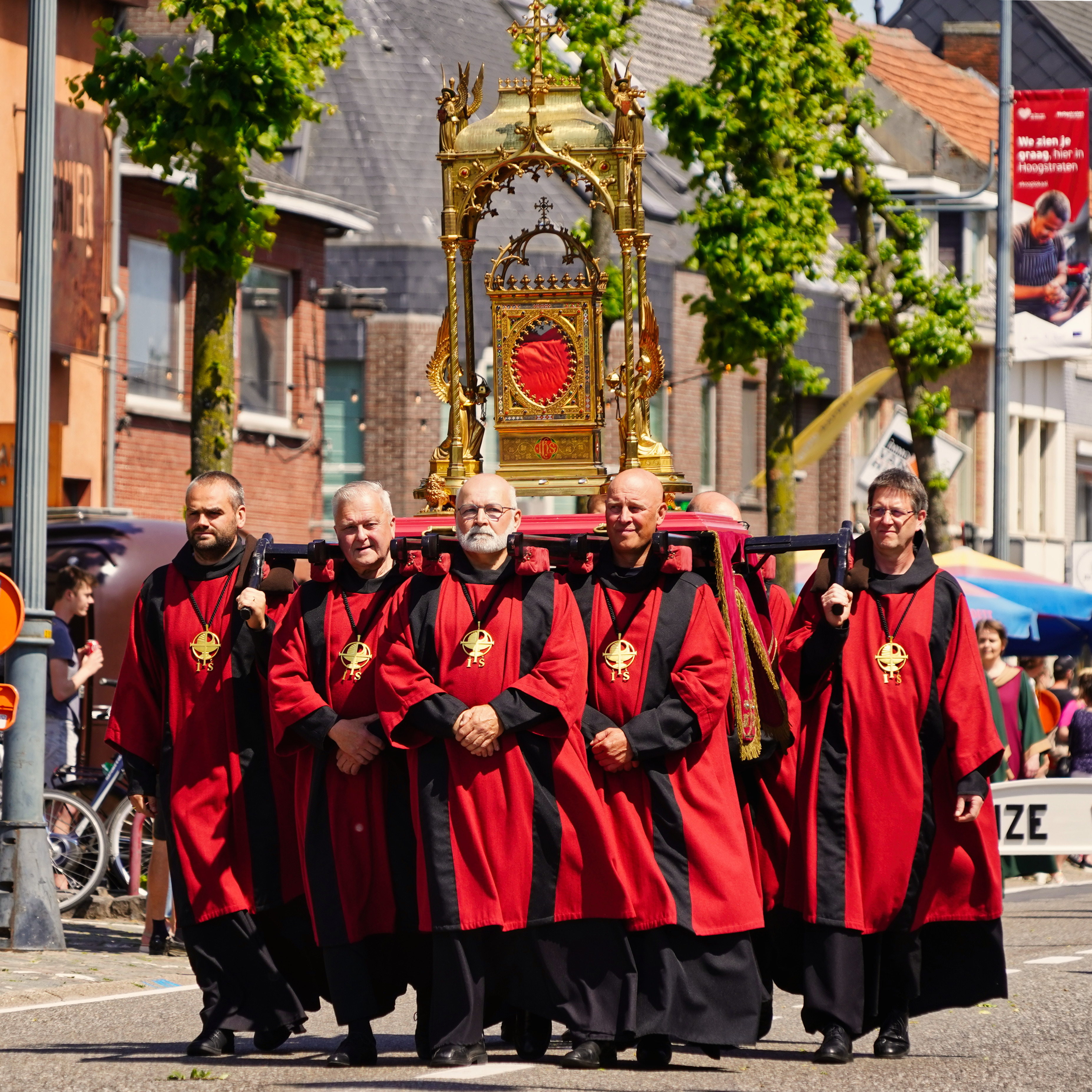
Heilig-Bloedprocessie van Hoogstraten
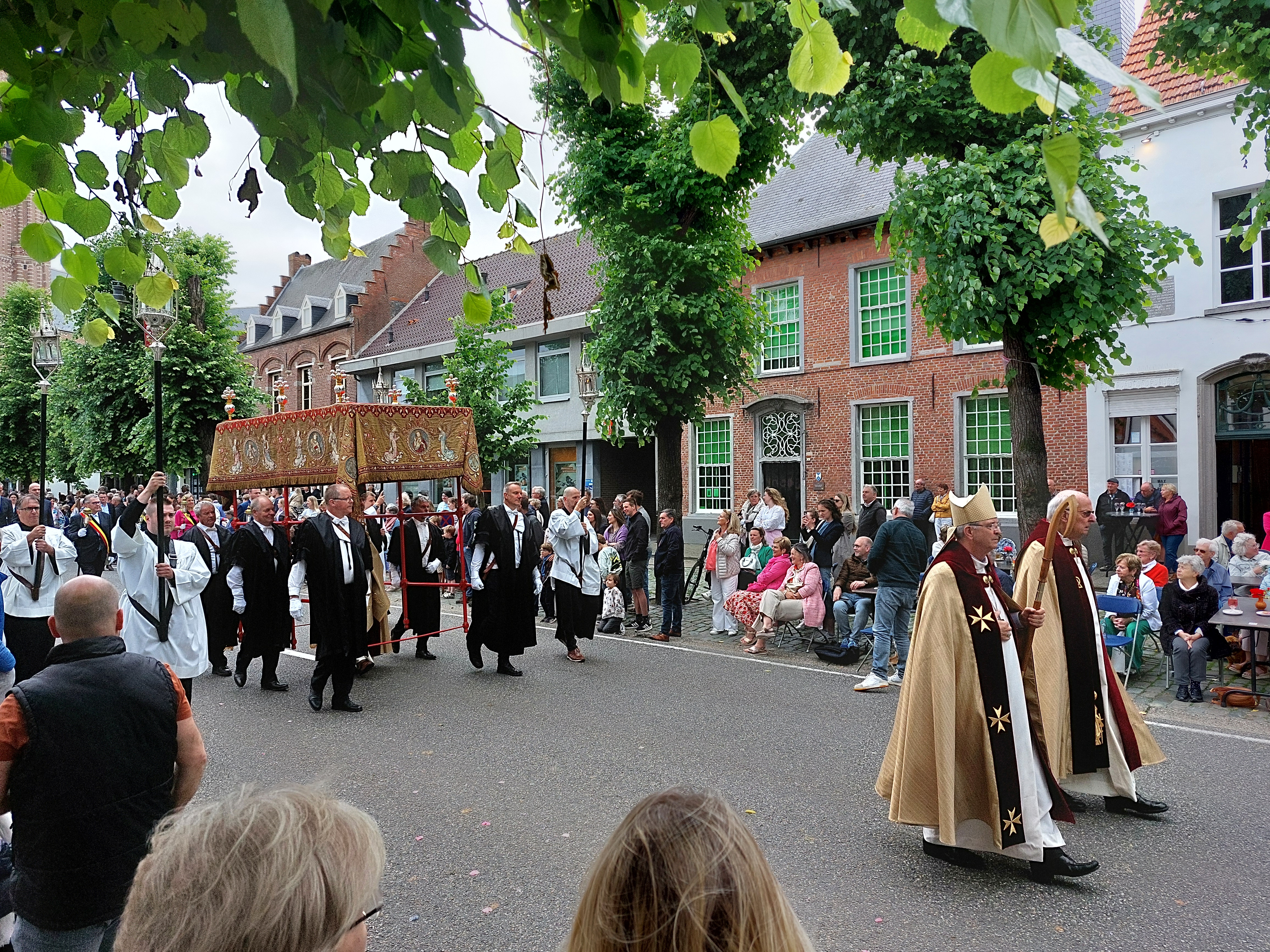
Bisschop Johan Bonny 2024
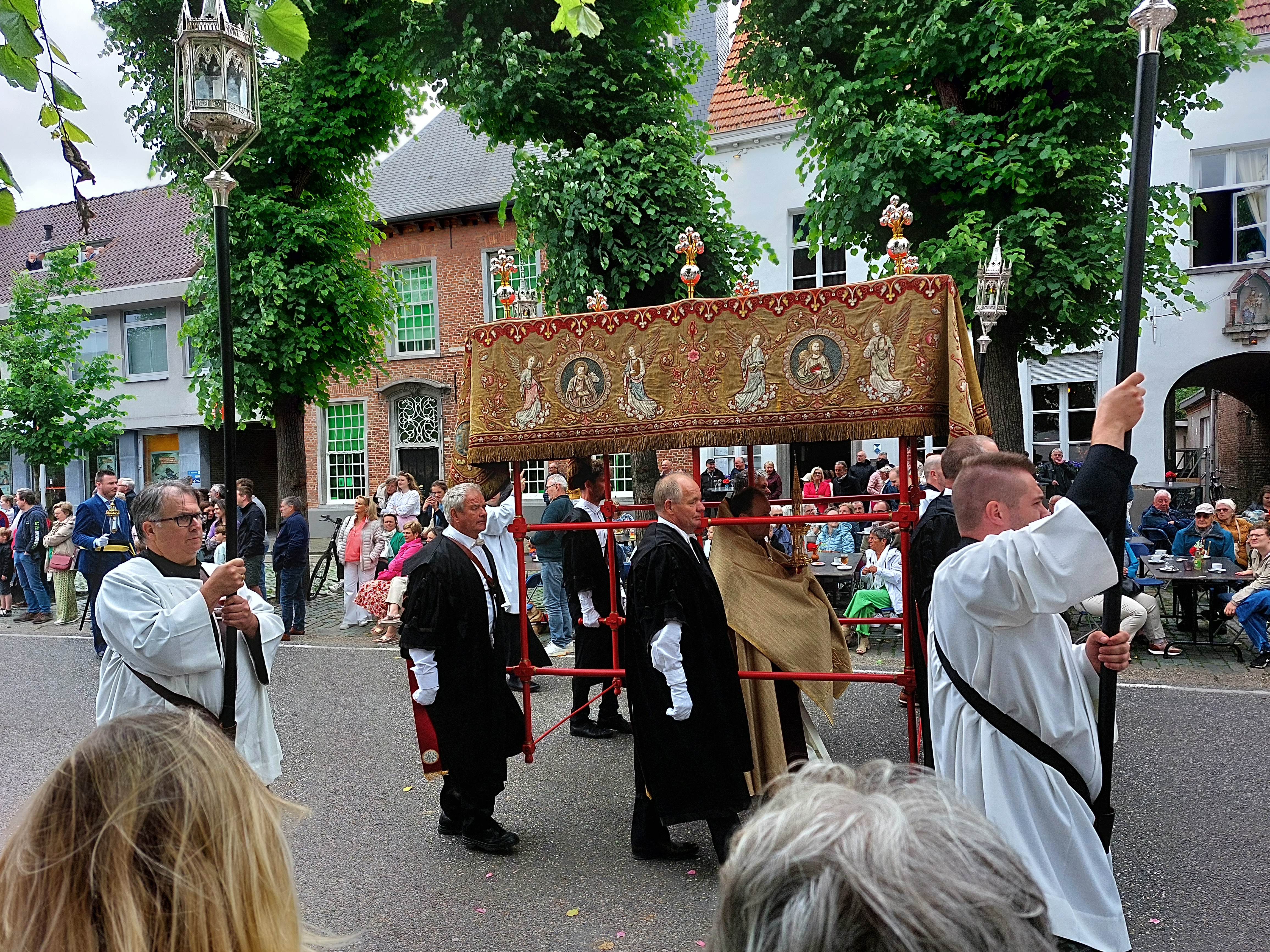
Pastoor Bart Rombouts 2024

## Sacramentsdag
Op Sacramentsdag, die valt op de donderdag van de Heilig Bloedweek, vindt er een verkorte rondgang plaats in de Sint-Katharinakerk. Dit is een speciale gelegenheid waarbij de processie wordt beperkt tot een symbolische route binnen de kerk.